# Backbreaker
Backbreaker é um movimento do wrestling profissional que consiste em um lutador deixar cair um oponente de modo que os impactos traseiros do oponente ou são dobrados para trás de encontro a uma parte do corpo do lutador, geralmente o joelho. A versão padrão do movimento considera a colher wrestling seu oponente horizontalmente antes de deixar cair a um joelho, batendo o oponente para trás em seu outro joelho.

## Variações

### Argentine backbreaker rack
Mais conhecido como Torture rack, ou simplesmente como Backbreaker rack, o lutador põe seu oponente de costas sobre seu ombro enquanto o segura com um de seus braços sobre seu pescoço e o outro sobre sua perna mais próxima de seu ombro, puxando ambas regiões para baixo para que flexionar as costas do adversário e causar mais impacto. Após ter o oponente posicionado, o lutador se joga de joelhos no tablado para concluir o movimento.
Outra variação do movimento é quando o lutador posiciona seu oponente de lado frontal sobre seus ombros antes de cair de joelhos. Nessa variação, o golpe pode antes de ser executado ser usado como submissão, onde o lutador puxa as regiões de pescoço e perna de seu oponente até que ambas se encontrem o mais próximo possível para que cause mais dor em suas costas.
Alguns lutadores mais fortes costumam por seus oponentes na mesma posição do movimento, em suas costas, porém, acabam os impulsionando para cima de modo que passem por cima de sua cabeça para frente de seu corpo e caiam  de costas sobre seu joelho flexionado.

### Pendulum backbreaker

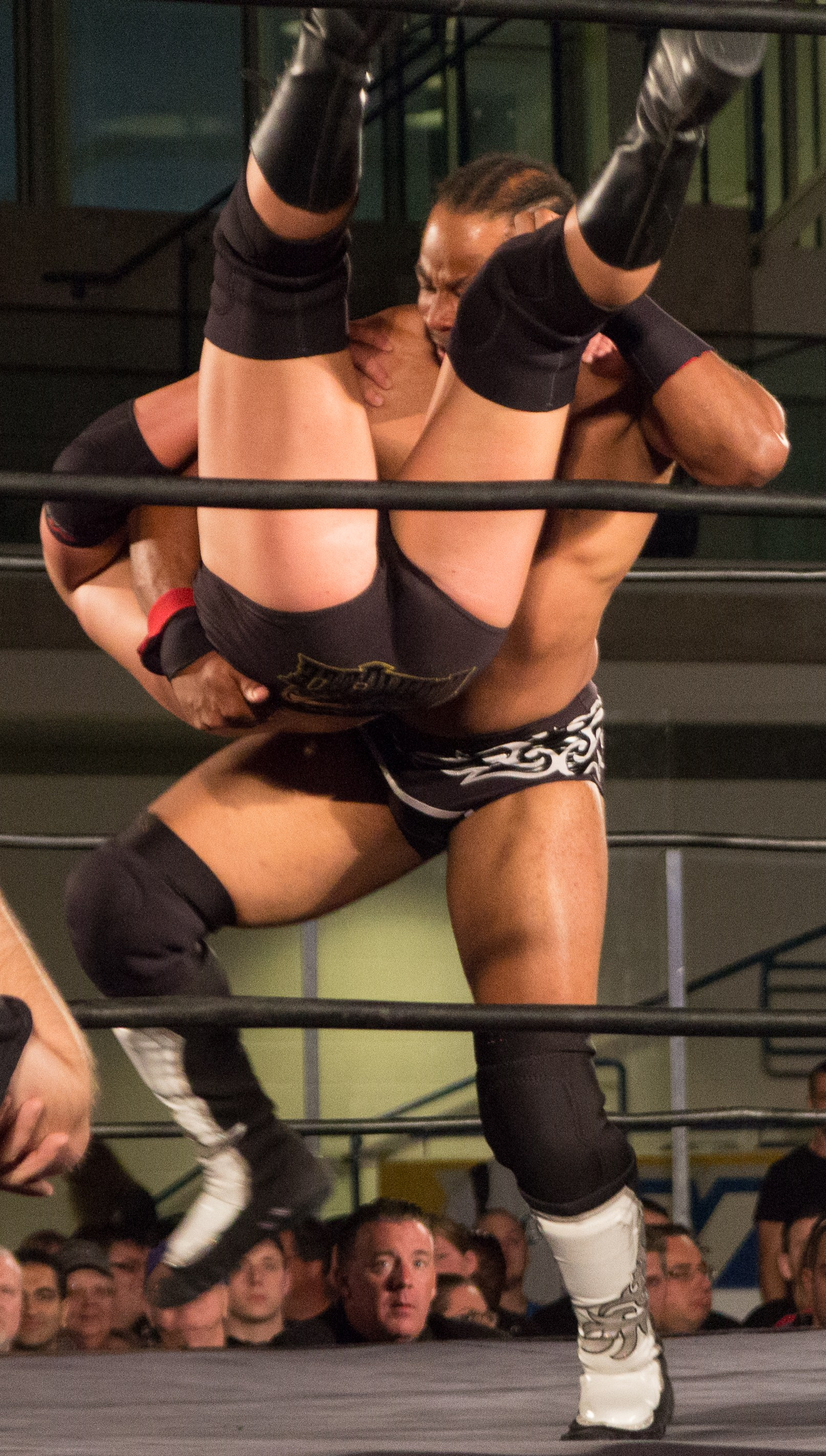
Jay Lethal aplicando um Pendulum backbreaker em Adam Cole.

O lutador posiciona seu adversário deitado ao lado de seu corpo enquanto o segura pelas costas e a parte inferior de seus joelhos como em um Sidewalk slam e então lança seu oponente para baixo ainda o segurando enquanto flexiona seu joelho logo abaixo, fazendo com que seu oponente atinja as costas em seu joelho.

#### Backbreaker submission
Nesse movimento o lutador flexiona um de seus joelhos enquanto coloca seu oponente deitado de costas sobre ele, colocando uma de suas mãos na garganta/queixo e a outra na coxa, empurrando-o nas regiões para pressionar as costas de seu oponente contra seu joelho. Este movimento é comumente usado após a execução do Pendulum backbreaker.

### Belly-to-back backbreaker
O lutador fica atrás de seu adversário e põe sua cabeça sobre o braço do adversário como em um Belly-to-back suplex e então levanta seu joelho, puxando seu oponente para trás de modo no qual as costas bata em seu joelho.

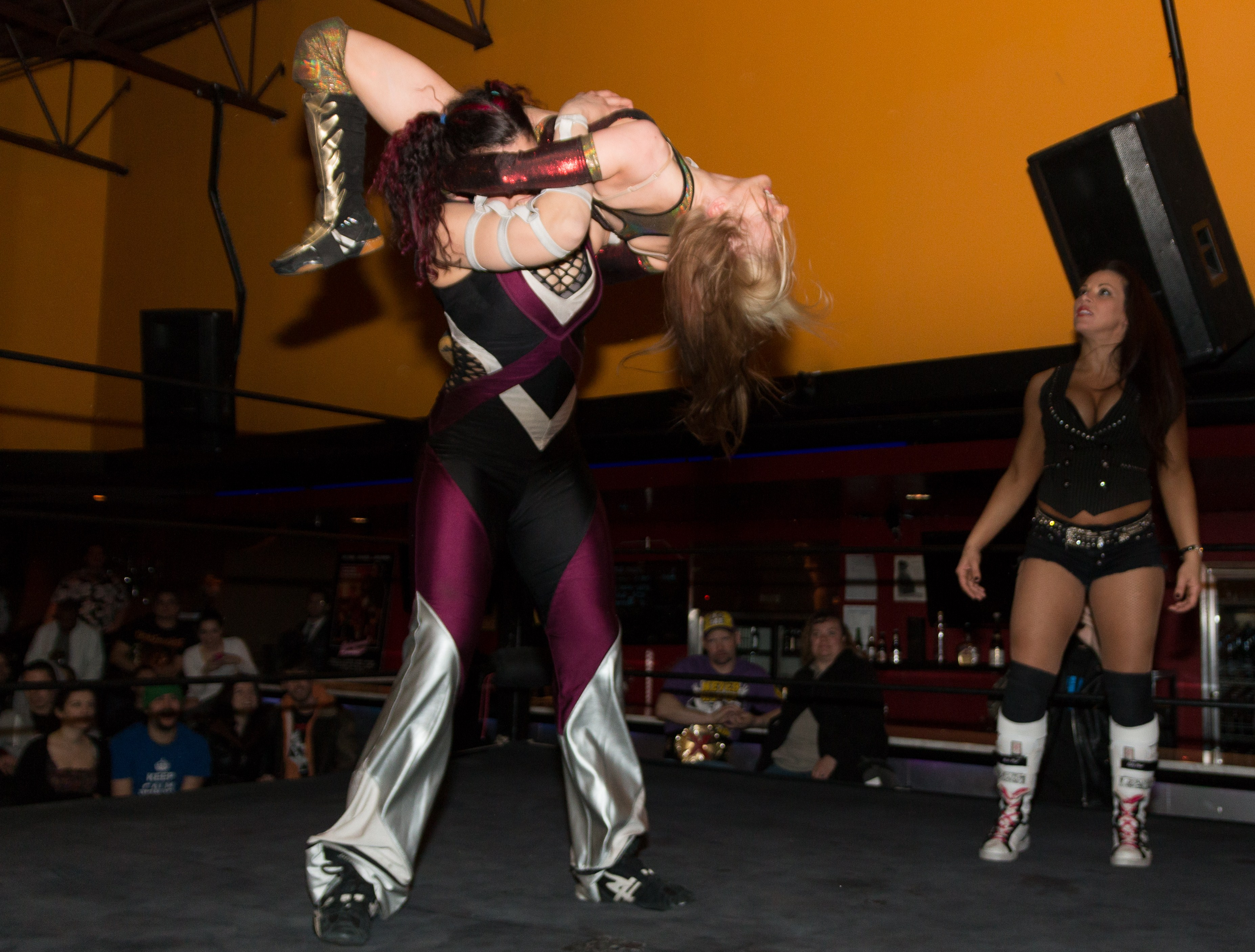
Vanessa Kraven aplicando em Xandra Bale um Canadian backbreaker rack.

### Canadian backbreaker rack
Tecnicamente conhecido como overhead gutwrench backbreaker rack, esse movimento é realizado quando o lutador levanta seu oponente e o deixa de costas sobre um de seus ombros enquanto envolve seus braços em torno do corpo do adversário, entrelaçando suas mãos sobre a barriga para pressionar o corpo do adversário contra seu oponente, fazendo com que o oponente sofra uma submissão em suas costas.

### Catapult backbreaker
Neste movimento, o lutador segura as pernas de seu oponente, podendo o oponente já estar caído ou então derrubá-lo ao puxar suas pernas, e então, com seus corpos alinhados, o lutador joga seu corpo pra trás fazendo com que seu oponente levante como numa Catapult, atingindo sua região frontal contra as cordas, turnbuckle, escada ou qualquer outra coisa. Após o oponente se colidir contra o objeto, ele irá voltar caindo deitado para trás e nesse momento o lutador flexiona suas pernas deixando seus joelhos flexionados para que o oponente colida suas costas com seus joelhos.
Outra variação é na qual o lutador está deitado entre as pernas do oponente que está de pé e deixa seus joelhos flexionados para cima, puxando seu oponente pelas pernas para derrubá-lo para trás para que possa colidir suas costas em seus joelhos.

### Chokeslam backbreaker
Essa combinação de chokeslam com backbreaker é popularmente conhecida como chokebreaker e acontece quando o lutador segura seu oponente pela garganta com apenas uma mão e o levanta lançando-o de costas em seguida na direção do tablado como em um chockeslam comum, porém, o lutador nesse momento flexiona um de seus joelhos no local em que adversário irá cair, fazendo-o colidir com seus joelhos.

### Cobra clutch backbreaker
Nesse movimento o lutador coloca o adversário no movimento de submissão Cobra clutch e puxa o oponente para cima fazendo-o tirar os pés do chão para que quando estiver caindo o lutador flexionar um de seus joelhos para que o adversário colida suas costas contra o joelho, machucando-o. O movimento também pode ser aplicado sem que o lutador levante seu oponente, apenas o lance para trás para colidir-se com seu joelho. Após o aplicar este movimento os lutadores geralmente tendem a continuar aplicando a submissão em seu oponente.

### Double knee backbreaker

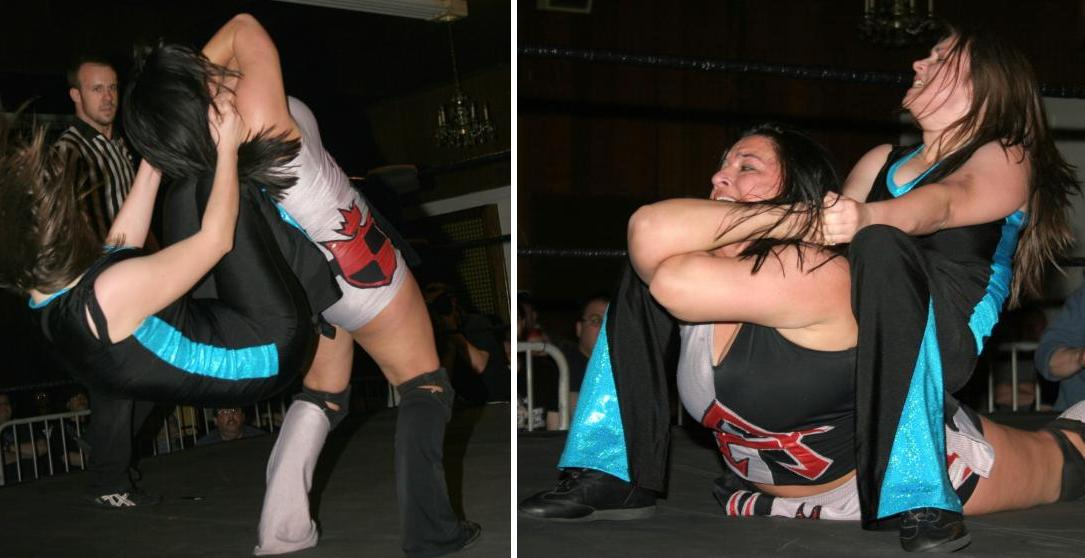
Jetta aplicando o Double knee backbreaker (a esquerda) e o transitando para um Straight jacket (a direita).

Também conhecido como lung blower, backstabber ou backcracker, esse movimento é realizado quando o lutador está por trás de seu oponente e põe suas mãos sobre os ombros de seu oponente, pulando e flexionando seus joelhos para que fiquem próximos as costas de seu oponente. Nesse momento em que o corpo do lutador começa a cair para trás na lona o oponente é puxado junto e colide seus ombros contra os joelhos de seu oponente, machucando-as.
Outras versões do movimento incluem; o lutador aplicando um rear chin lock em seu oponente no lugar de por suas mãos em seu ombro e caindo da mesma forma. O lutador pode aplicar um single arm rear chin lock em seu oponente enquanto está ao lado de seu oponente e seu oponente com as costas flexionada para frente, onde o lutador pula flexionando seus joelhos e colocando-os nas costas de seu oponente fazendo-o dar um giro de 180° durante a queda para que caia sobre os joelhos do oponente.
Esse movimento pode ser usado como transição para um crossface ou straight jacket.

### Double underhook backbreaker
O lutador fica de frente ao oponente que está curvado para ele, prendendo seus braços em torno dos dele que estão virados para trás acima de suas costas como em um double underhook, ( podendo ou não o oponente estar com a cabeça presa entre as pernas do lutador). O lutador então levanta seu oponente fazendo-o ficar de cabeça para baixo caindo na direção do tablado onde o lutador está para recebe-lo com seu joelho flexionado, onde o oponente cai de costas em seu joelho.

### Full nelson backbreaker
O lutador fica atrás de seu oponente e o segura na submissão full nelson, levantando o oponente em um full nelson slam e quando ele já está no ar solta um de seus braços ou os dois e enquanto o adversário está caindo de costas o lutador flexiona um de seus joelhos fazendo com que seu oponente caia de costas sobre ele.

#### Half nelson backbreaker
O Half nelson backbreaker é uma variação do Full nelson backbreaker no qual a única diferença é a que o lutador aplica a submissão do movimento em apenas um dos braços de seu oponente.

### Hair-pull backbreaker
Neste movimento o lutador fica atrás de seu oponente e agarra em seu cabelo, puxando-o para trás para derrubá-lo no tablado. Entretanto, o lutador flexiona seu joelho exatamente no local em que o adversário irá cair com suas costas para colidir com seu joelho.

### Inverted facelock backbreaker
O lutador fica de de pé atrás de seu oponente, inclinado para trás antes de aplicar um inverted facelock. O lutador então curva um de seus joelhos contra o tablado enquanto o outro fica inclinado para que seu oponente bata com a parte superior das costas em seu joelho.

### Inverted headlock backbreaker

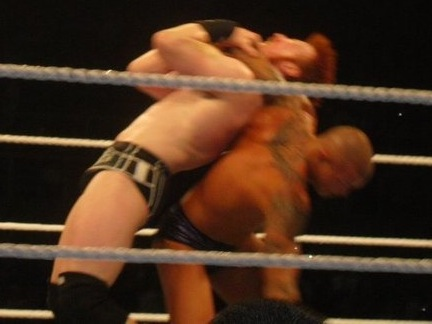
Randy Orton aplicando um Inverted headlock backbreaker em Sheamus.

Nesse movimento o lutador fica atrás de seu oponente e passa um de seus braços em torno do pescoço do adversário antes de lançar seu corpo para baixo e para o lado de forma horizontal em 180°, puxando seu oponente junto, fazendo com que o oponente colida as costas contra sua própria costas/cintura.

### Inverted three-quarter facelock backbreaker
Também conhecido como inverted three-quarter facelock backbreaker. Nesse movimento o lutador fica atrás de seu oponente envolvendo um de seus braços em torno de seu pescoço como em um inverted three-quarter facelock antes de puxar o adversário para trás (baixo) fazendo com que colida suas costas contra o joelho já flexionado de seu oponente no tablado.
O lutador The Miz transita esse movimento para um neckbreaker.

### Russian legsweep backbreaker
O lutador fica ao lado de seu adversário e envolve seu braço em torno da parte de trás do oponente, onde ele então puxa o oponente para trás como em um comum Russian legsweep. Entretanto, enquanto o oponente está caindo para trás o lutador flexiona seu joelho da perna mais próxima ao adversário e faz com que ele colida suas costas em seu joelho.

### Side slam backbreaker
O lutador fica ao lado e significamente atrás de seu oponente, segurando por sua cintura e em seguida na parte inferior de seu joelho, levantando seu oponente e em seguida o deixando cair sobre seu joelho no qual já estaria flexionado com o tablado.
Uma variação desse movimento é chamada de "Spinning side slam backbreaker", onde o lutador coloca sua cabeça de baixo do braço de seu oponente ao lado de sua costela, levantando-o e rodando seu corpo no ar antes de flexionar seu joelho e deixar o oponente cair de costas sobre ele. Essa variação é comumente usada por Maryse.

### STO backbreaker
Neste movimento o lutador está ao lado do oponente com os corpos virados em direções opostas, onde o lutador passa seu braço pela parte frontal do pescoço do adversário e coloca o braço mais próximo de seu adversário atrás de sua nuca e se prepara para jogar-se frontalmente contra o tablado para o oponente cair de costas como em um STO comum. Entretanto, o lutador flexiona seu joelho na região onde o oponente cairá de costas, fazendo-o se colidir com seu joelho. Devido ao backbreaker, o lutador não cai frontalmente no tablado como cairia em um STO comum.

### Tilt-a-whirl backbreaker

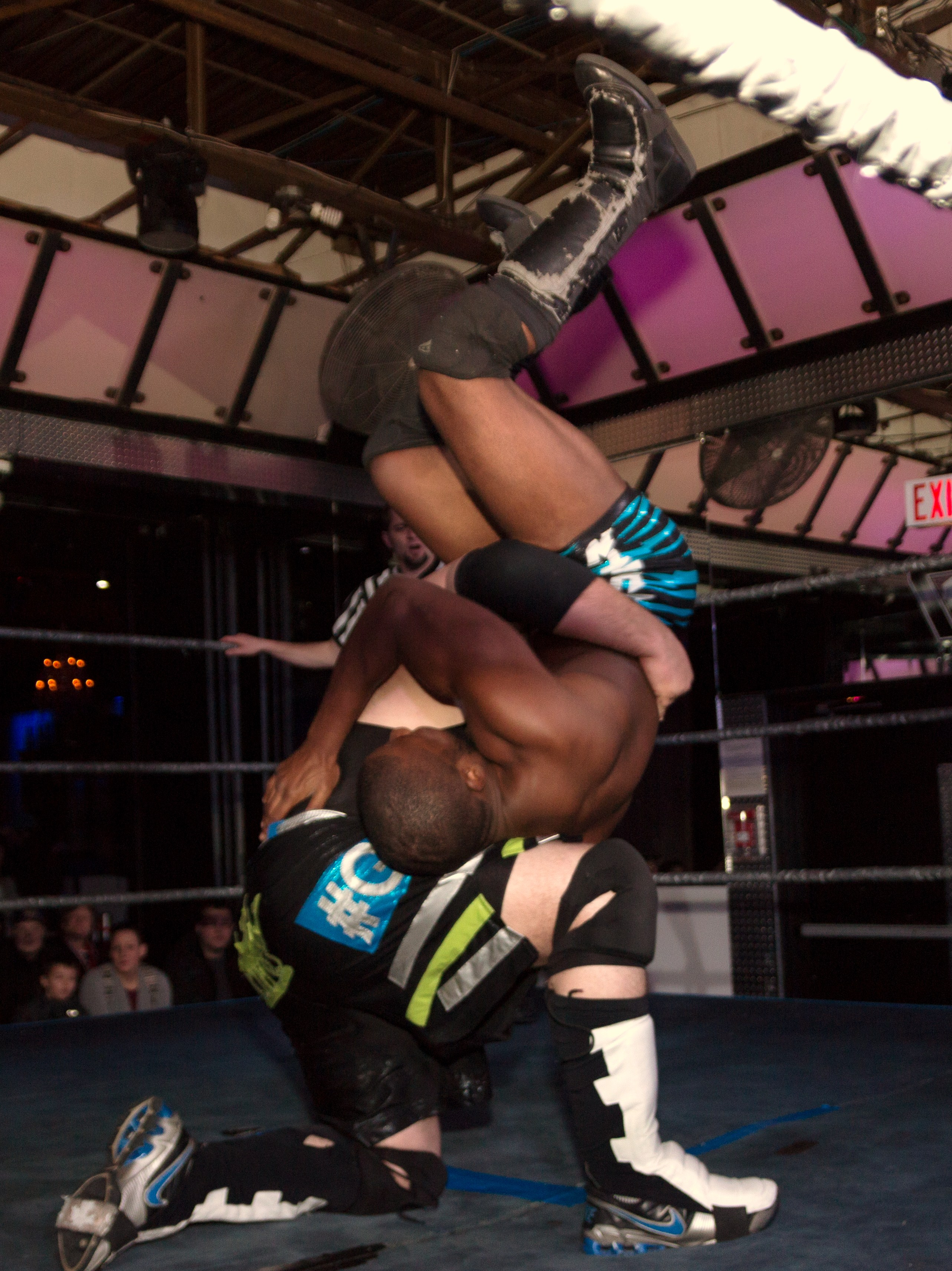
Joey Kings aplicando um tilt-a-whirl backbreaker em Justin Sane.

O lutador fica de frente com seu oponente antes de segurá-lo pelos dois lados de seu corpo na região da barriga, levantando-o e rodando-o em 270º antes de flexionar seu joelho com o pé na lona e soltar seu oponente deitado no ar para que caia sobre seu joelho. Na Lucha Libre, o movimento é reconhecido como Quebradora Con Giro.
Este movimento também pode ser usado quando o oponente vem correndo em direção ao lutador, no qual também há uma variação em que o lutador transita para este movimento enquanto seu oponente está prestes a lhe aplicar um tilt-a-whirl headcissors takedown.